# Верховный Совет Республики Узбекистан
Верхо́вный Сове́т Респу́блики Узбекиста́н (узб. Ўзбекистон Жумҳурияти Олий Кенгаши / Oʻzbekiston Jumhuriyati Oliy Kengashi) — высший законодательный и представительный орган государственной власти Республики Узбекистан с момента обретения независимости 31 августа 1991 года по 25 декабря 1994 года — до проведения первых в истории независимого Узбекистана парламентских выборов и учреждения нового национального парламента — Олий Мажлиса (Высшего собрания) Республики Узбекистан — однопалатного парламента (стал двухпалатным по итогам конституционного референдума 2002 года). Верховный Совет Республики Узбекистан как его предшественник — Верховный Совет Узбекской ССР, являлся однопалатным, состоял из 500 народных депутатов различных национальностей, избранных со всех регионов республики. Известен как парламент (последний, 12-й созыв), который объявил о независимости Узбекистана 31 августа 1991 года. Также в истории известен как важный правительственный орган в становлении независимости и первых лет после обретения независимости республикой.
К моменту объявления о независимости Узбекистана 31 августа 1991 года, председателем Верховного Совета Узбекистана с 12 июня 1991 года являлся Шавкат Юлдашев, который проработал на этой должности до 1993 года.